# 井上貴々
井上貴々（いのうえ たかたか、1984年7月1日 - ）は、日本の俳優。本名は井上貴博（いのうえたかひろ）。タカ井上（たかいのうえ）としてお笑いライブに出演した経験もある。
鹿児島県串木野市（現・いちき串木野市）出身。現在は劇団シアターザロケッツの劇団員として役者活動をしている。

## 来歴
串木野市立串木野中学校、鹿児島県立川内商工高等学校機械科卒業。高校卒業後、上京し1年間株式会社一光でガソリンスタンドで就職。退社後、役者の道を目指し芸能事務所に入る。そこで知り合った事務所の先輩、荒木太朗と2009年に劇団TEAMtheROCKETS（チームザロケッツ）を立ち上げる。2013年、よりエンターテイメントに特化した舞台作品を創るため「劇団THEATER the ROCKETS」（現「劇団シアターザロケッツ」）を設立し活動を行っている。
また、俳優業のほか書道の勉強も行っている。

## 出演

### テレビドラマ
- 3年B組金八先生ファイナル〜最後に贈る言葉〜（2011年、TBS） - 消防隊員役
- 南極大陸（2011年、TBS） - 町民役
- 恋愛ニート〜忘れた恋のはじめ方（2012年、TBS） - カップル彼氏役
- SUMMER NUDE（2013年、フジテレビ） - 同級生役
- ドクター調査班〜医療事故の闇を暴け〜（2016年、テレビ東京） - 報道カメラマン役

### 映画
- まけまけいっぱい（2007年） - 杏役
- クジラ 極道の食卓（2009年） - 生徒役
- 真夏のオリオン（2009年） - 潜水部隊役
- ビートロック☆ラブ（2009年） - ライブハウススタッフ役
- 引き出しの中のラブレター（2009年） - 彼氏役
- ケータイ刑事 THE MOVIE3 モーニング娘。救出大作戦!〜パンドラの箱の秘密（2011年） - テロリスト役
- ニャンダフルデー（2011年） - 主演・水沼幸太役

### 舞台
- 約束（シリーズ）（2006年〜2008年） - 中目黒GTプラザホール SEAプロデュース
- プリズマティックオーシャン（2007年） - 劇場MOMO 座キューピーマジック公演
- どっち（2008年） - 目黒パーシモンホール SEAプロデュース
- 焼肉タンゴ（2008年） - 目黒パーシモンホール SEAプロデュース
- ニャンダフルデー（2010年） - アドリブ小劇場 劇団チームザロケッツ公演
- タラレバ!（2010年） - アドリブ小劇場 劇団チームザロケッツ公演
- 1億円（2011年） - 劇場HOPE 劇団チームザロケッツ公演
- ナイフとリンゴ（2011年） - 乃木坂コレドシアター AMD企画
- サンドイッチの作り方（2011年） - 劇場HOPE 劇団チームザロケッツ公演
- この部屋にします。（2012年） - 新生館シアター 劇団チームザロケッツ公演
- 雨のち晴れ（2012年） - 劇場HOPE AMD企画
- UP SIDE DOWN（2012年） - 参宮橋トランスミッション 劇団チームザロケッツ公演
- 手遊びミュージカルオズの魔法使い（2013年） - 目黒パーシモンホール SEAプロデュース
- 大空より愛を込めて（2013年） - シアターグリーンBIG TREE THEATER ザ東京マルガン公演
- 嘘つきジェントルマン（2013年） - 下北沢劇小劇場 座キューピーマジック公演
- やけっぱち（2013年） - レンタルスペースさくら 劇団モンキーチョップ公演
- 若狭姫物語（2013年） - シアターグリーンBox in Box AMD企画
- 7EVEN LOVERS（2014年） - 大塚萬劇場 RAWKプロデュース
- ざ・べすと・おぶ・もんきーちょっぷ（2014年） - 下北沢亭 劇団モンキーチョップ公演
- 喫茶ミツルの3日間（2014年） - 中野ザ・ポケット 劇団シアターザロケッツ公演
- オペラ ラ・ボエーム（2014年） - 文京シビックホール小ホール Soaveプロデュース
- 若狭姫物語（2015年） - 鹿児島県種子島こりーな 地域の芸術環境づくり助成事業公演
- 週刊モンキーチョップ（2015年） - 劇場ホボホボ 劇団モンキーチョップ公演
- 真冬のソテー（2015年） - 新生館シアター 劇団シアターザロケッツ番外公演
- 星降る学校（2015年） - テアトルBONBON 劇団シアターザロケッツ公演
- 朗読劇UBUGOE（2015年） - 目黒パーシモンホール Freekプロデュース
- タラレバ!（2015年） - 銀座みゆき館劇場 劇団シアターザロケッツ公演
- チャペルで会いましょう（2016年） - 中野ザ・ポケット 劇団シアターザロケッツ公演
- ペンション桂木（2017年） - 中野ザ・ポケット 劇団シアターザロケッツ公演
- 佐山家シンフォニア（2018年） - テアトルBONBON 劇団シアターザロケッツ公演
- シャンパンタワーが立てられない（2018年） - 中野ザ・ポケット 劇団シアターザロケッツ公演

### TVCM・WebCM
- TOKYO★1週間(Web)（2007年）
- 携帯小説マリンブルー(Web)（2007年）
- 牛角〜肉磨き篇〜（2012年）
- 牛角〜牛角物語篇〜（2012年）
- 太田胃散〜分包篇〜（2016年）

### テレビバラエティ
- お客様は王様かよっ!?（2008年、フジテレビ）※再現VTR出演
- ダウンタウンのガキの使いやあらへんで!（2016年、日本テレビ）

### Web放送
- あっ!とおどろく放送局 それ行け!テンポザン レギュラー（2006年〜2009年）
- あっ!とおどろく放送局 それいけ2年ロケッツ組 レギュラー（2009年〜2012年）
- WALLOP 恋愛病院失恋科 レギュラー（2012年）

### ミュージックビデオ
- フレンチ・キス「最初のメール」（2011年）

### VP
- 佐川急便（2008年）
- デンソー（2014年）

### 雑誌
- ポニーカタログ（2008年）